# Roßdorf (Thüringen)

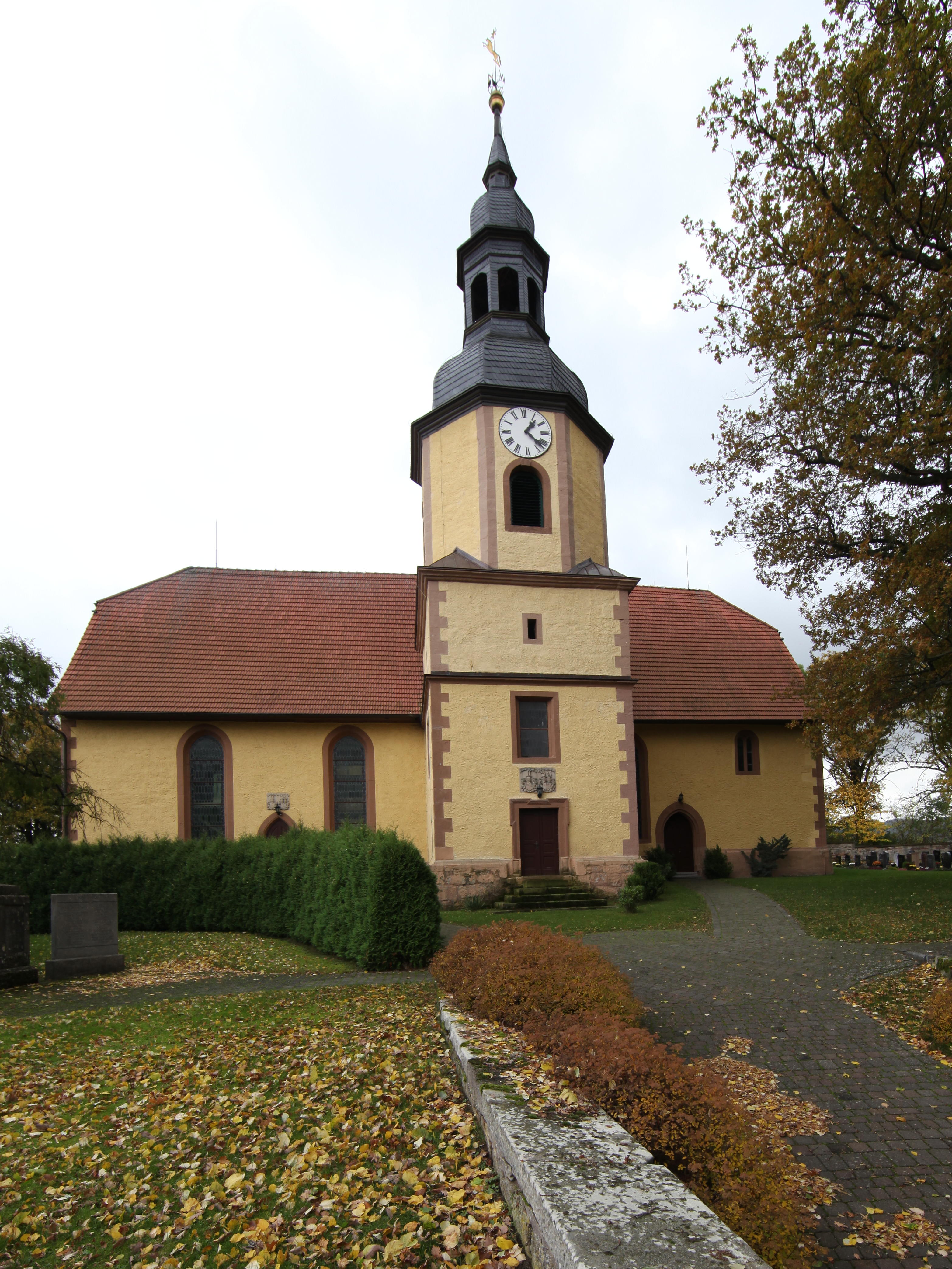
Evangelische Kirche

Roßdorf (historisch auch Roßdorf v. d. Rhön) ist eine Gemeinde im Landkreis Schmalkalden-Meiningen in Thüringen. Erfüllende Gemeinde für Roßdorf ist die Gemeinde Breitungen/Werra.

## Geografie
Roßdorf liegt am Rande der thüringischen Rhön zwischen Wiesenthal und Rosa im Tal des Rosabachs umgeben von den Kuppen der Vorderrhön. Im Norden grenzen an den Ort die Stoffelskuppe (ein Berg vulkanischen Ursprungs, 620 m) mit ihrem charakteristischen Felsbrocken auf der Spitze und der Pleß, 644 m, der mit dem Pleßturm einen Blick über die Weiten der Rhön bis zu den Gipfeln des Thüringer Waldes ermöglicht. Die Stoffelskuppe ist von einem frühzeitlichen Ringwall umgeben. Auf dem Gipfel ist der Rest eines an dem Basaltfelsen angebauten Gebäudes aus dem Mittelalter vorhanden. Es könnte eine Kapelle gewesen sein, die einem vorherigen Kultplatz folgte.
Unweit des Ortsausgangs in Richtung Nordwesten, unweit der Ortsverbindungsstraße nach Bernshausen, befindet sich die Roßdorfer Kutte, ein ca. 10 m tiefer Erdfallsee. Ebenfalls in Richtung Nordwesten gelangt man über den langen (im Volksmund aufgrund seiner spärlichen Bewaldung auch „kahler“ genannten) Rain zum Berg Horn, 575 m, dessen zwei Kuppen komplett bewaldet sind.
Im Westen des Dorfes befindet sich der Nebelberg, 524 m, an dem 1866 das Gefecht am Nebel zwischen Preußen und Bayern stattgefunden hat. Eine in der Nähe des Gehöfts Friedrichshof angebrachte Gedenktafel erinnert an das Ereignis.
Südlich von Roßdorf liegen die Seegrube, ein regelmäßig nur im Frühjahr mit Wasser gefüllter See, und der Roßhof, ein ehemaliger Bauernhof, dessen Wohngebäude mittlerweile komplett saniert wurde und als Wanderlokal mit Ausblick auf Roßdorf und die Berge Stoffelskuppe und Pleß dient. Etwa 1,5 km entfernt liegt der Roßberg – mit 702 m Höhe der höchste Berg in der Umgebung Roßdorfs.

## Geschichte
Erstmals wird der Ort im Jahr 781 in einer Schenkungsurkunde des Klosters Fulda urkundlich erwähnt. Man kann davon ausgehen, dass zu dieser Zeit sich bereits ein fester Herrensitz in „villa Rosthorphe in pago Tolliveldum“ (Dorf Roßdorf im Gau Tullifeld) befunden hat. Die „Roßdorfer Mark“ reichte etwa von Wiesenthal bis Eckardts und von Urnshausen bis Georgenzell, wobei Rosa, Bernshausen und einige Wüstungen miteingeschlossen waren.
1240 bezeugte Marschall Konrad von Roßdorf die Existenz einer Burg im Ort. Der Marschall stand in Diensten des Grafen von Henneberg. 1274 wurde die Burg im Besitz der Grafen von Henneberg erwähnt, aber der genaue Standort nicht genannt. 1317 überließ Graf Berthold VII. von Henneberg-Schleusingen das Gericht zu Helmershausen dem Abt Heinrich von Fulda gegen das Gericht zu Roßdorf, welches bisher dem fuldischen Provinzialgericht zu Dermbach unterstellt war.
Graf Johann I. von Henneberg-Schleusingen († 1359), welcher den Ort nach der Erbteilung mit seiner Schwägerin Jutta von Brandenburg nach dem Tod seines Bruders Heinrich VIII. 1347 erhielt, versetzte denselben nebst Kaltennordheim und Barchfeld 1350 dem Stift Fulda. Die teilweise Wiedereinlösung geschah erst durch Graf Wilhelm II. von Henneberg-Schleusingen († 1426) im Jahre 1419.
Seitdem war das Anwesen geteilter Besitz der Henneberger und der Wettiner. Im gleichen Jahr wurde Reinhard von Eschwege zu Au in Hessen mit der hennebergischen Hälfte von Schloss und Dorf Roßdorf belehnt. 1458 wurde ein „Burgfrieden“ zwischen dem Geschlecht von Eschwege und dem hennebergischen Amtmann Heinz von Wechmar geschlossen, der eine dauerhafte friedliche Nachbarschaft mit einer gleichzeitig dauernden „Ganerbschaft“, d. h. gemeinsame Ortsherrschaft beinhaltete.
1525 erhoben sich beim Bauernkrieg auch die Bauern von Roßdorf und vertrieben die beiden Ganerben, die aber nach der Niederwerfung des Aufstandes alsbald von ihrem Lehnsherrn Wilhelm VI. von Henneberg wieder eingesetzt wurden. Ohne Erlaubnis der Henneberger hatten die Ganerben kurze Zeit darauf die Reformation eingeführt. Mit dieser fiel die kirchliche Oberhoheit an die Grafen von Henneberg. Nach deren Aussterben (1583) kam es wiederholt wegen kirchlicher Angelegenheiten zwischen der nunmehrigen Landesherrschaft Haus Sachsen und den adligen Ganerben zu heftigen Auseinandersetzungen, wobei die sächsische Regierung auch mit Waffengewalt einschritt. 1594 erhielt Roßdorf die niedrige Gerichtsbarkeit.
Roßdorf war 1611–1658 von Hexenverfolgungen betroffen: zwei Frauen und ein Mann wurden wegen Hexerei angeklagt. Käthe, Michael Walters Frau, wurde 1611 hingerichtet, 1658 eine Frau freigelassen und ein Mann des Landes verwiesen.
Anfänglich wohnten beide Adelsgeschlechter auf dem Castrum. Später wurde das Schlossgut Roßdorf geteilt, so dass nach 1600 zwei nachweisbare Herrenhäuser im Ort existierten, ein Haus der Herren von Wechmar und ein Haus der Herren von Geyso (Nachfolger derer von Eschwege). 1710 erhielten die Ganerben von Wechmar und von Geyso für 4000 Reichstaler alle weltlichen und geistlichen landesherrlichen Rechte (Patronatsrechte). Damit verbunden war die Entwicklung Roßdorfs zum Marktflecken. 1803 wurde die ritterschaftliche Herrschaft aufgehoben. Der Marktflecken Roßdorf fiel somit zurück an das Herzogtum Sachsen-Meiningen, Amt Sand. Die Sonderrechte der Ritterschaft, wozu seit 1577 auch die Ganerben gehörten, wurden beseitigt.
1881 verkauften die von Geyso ihr Gut an den Industriellen Wenzel von Alexisbad, der es 1896 an den preußischen Minister für Handel und Gewerbe Dr. phil. et jur. h. c. Hans Hermann von Berlepsch verkaufte. Die fränkische Linie derer von Wechmar starb Ende des letzten Jahrhunderts aus. 1895 wurde das Wechmar'sche Schloss nach einem Brand abgerissen. Das Geyso'sche Schloss gehört heute einer niederländischen Familie, die es umfassend restauriert hat. Im Schlossgarten befindet sich ein von den Schlossbesitzern geführter Campingplatz.
Die Gemeinde gehörte von 1992 bis 1996 der Verwaltungsgemeinschaft Vorderrhön an, zu der auch die Gemeinde Rosa gehörte. Mit Auflösung dieser wurde Breitungen/Werra die erfüllende Gemeinde für Roßdorf.

## Politik

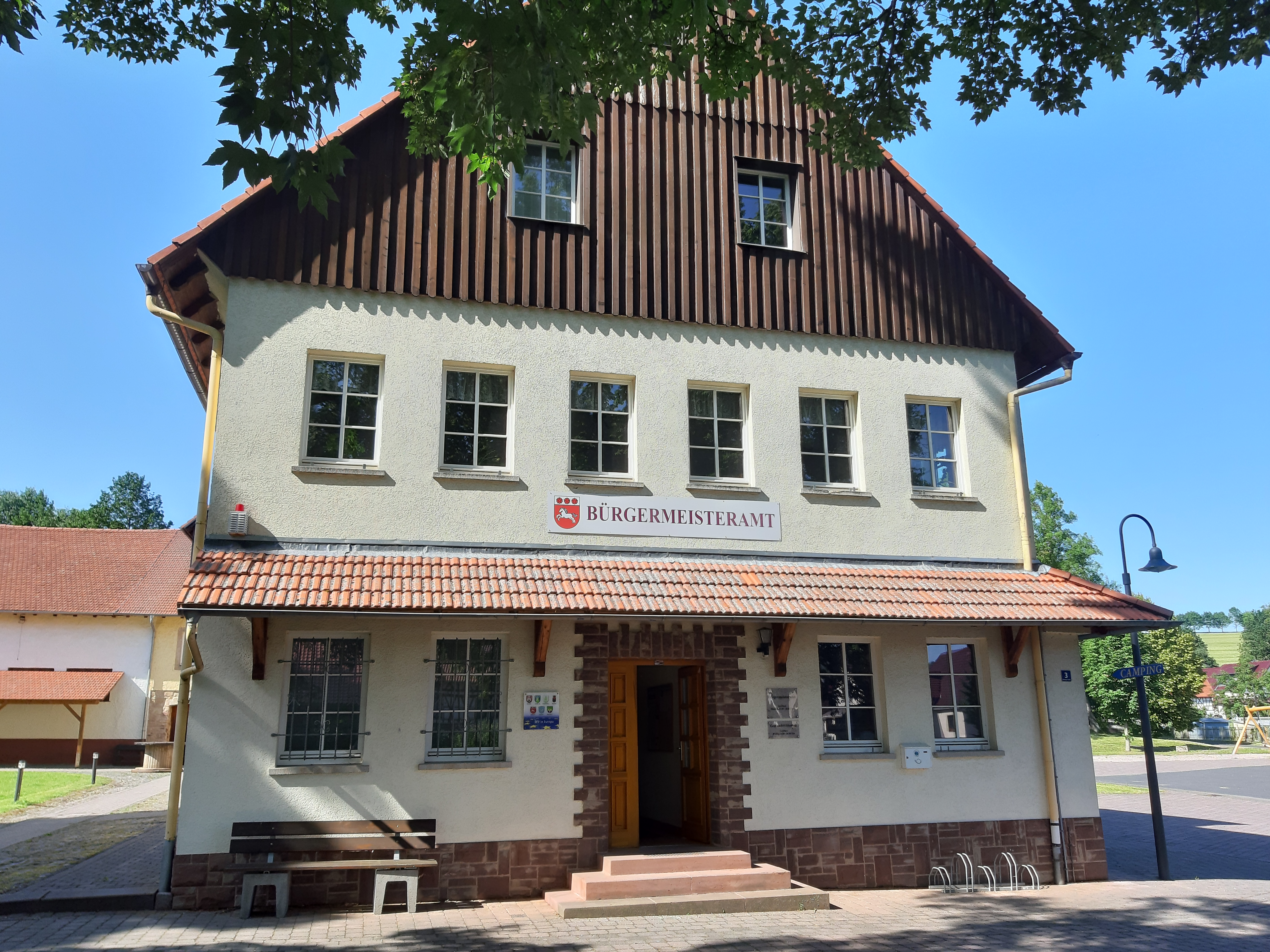
Rathaus

### Gemeinderat
Der Gemeinderat aus Roßdorf setzt sich aus acht Ratsherren und -frauen zusammen.
- CDU 8 Sitze

(Stand: Gemeinderatswahl am 26. Mai 2019)

### Bürgermeisterin
Die ehrenamtliche Bürgermeisterin ist seit 2022 Lisa Marie Pfaff (CDU).

### Gemeindepartnerschaften
Roßdorf unterhält eine klassische Gemeindepartnerschaft:
- Roßdorf bei Darmstadt, Landkreis Darmstadt-Dieburg, Hessen

## Kultur und Sehenswürdigkeiten

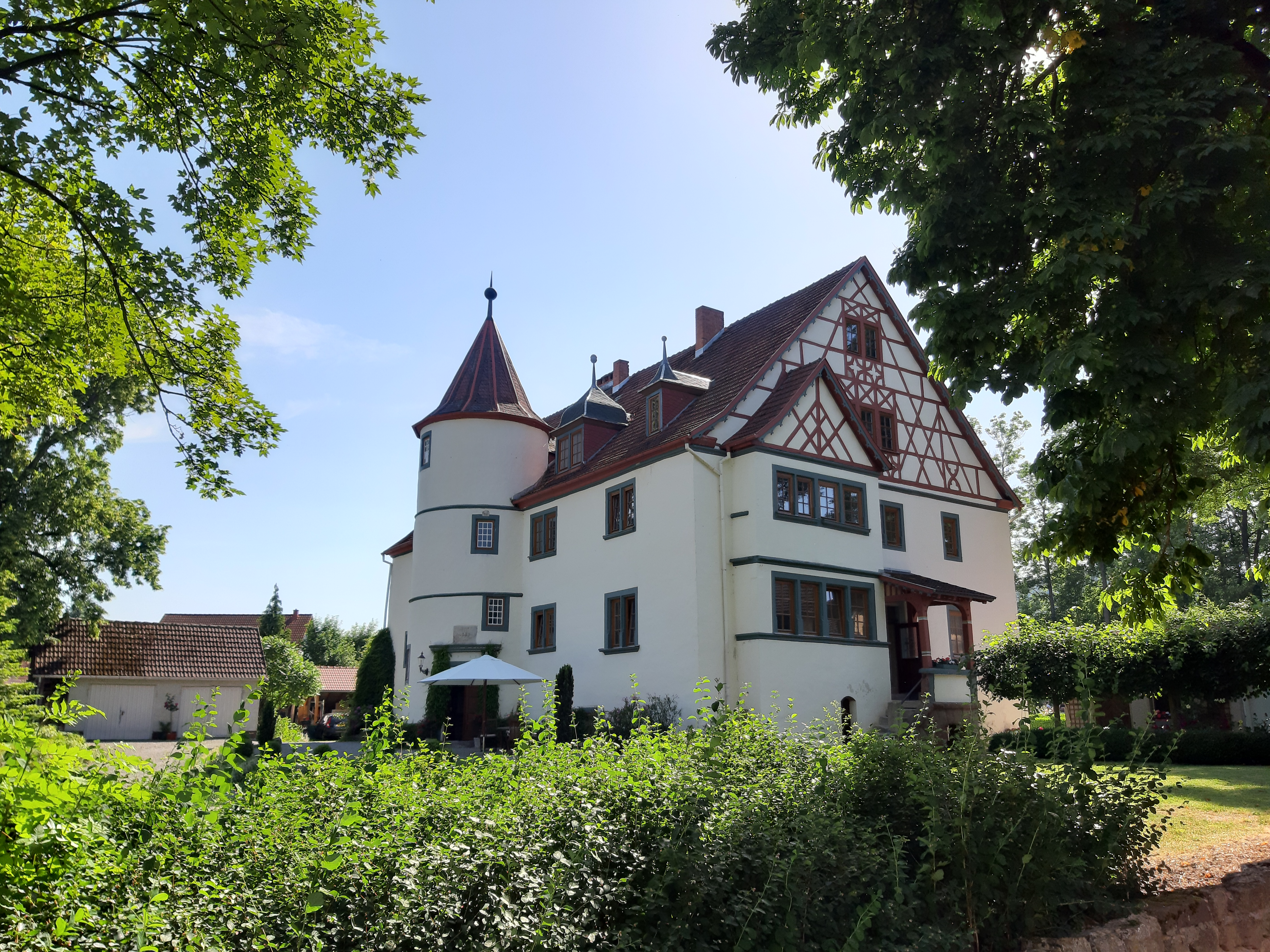
Das von Geysosche Schloss

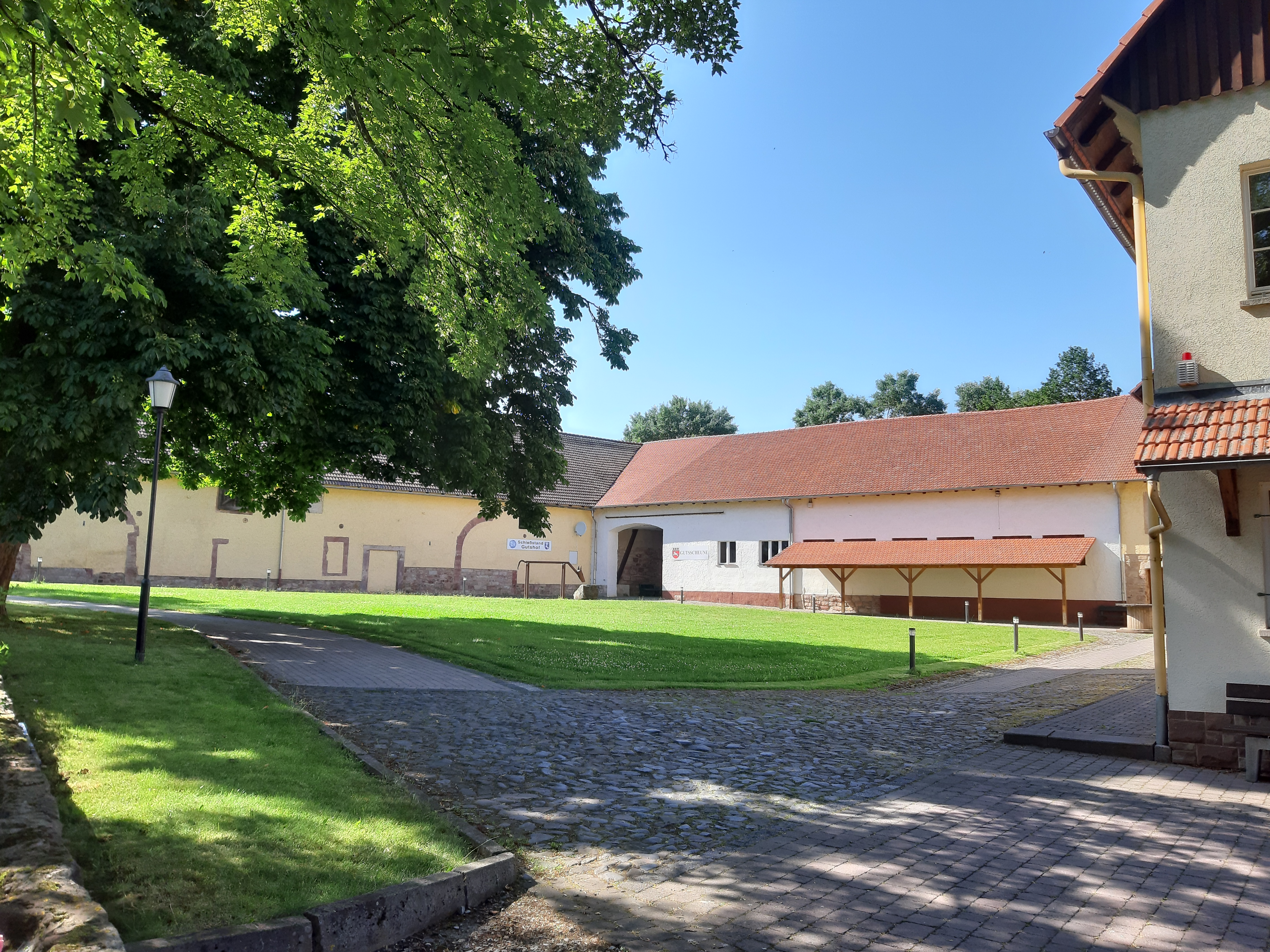
Ehemaliger Gutshof

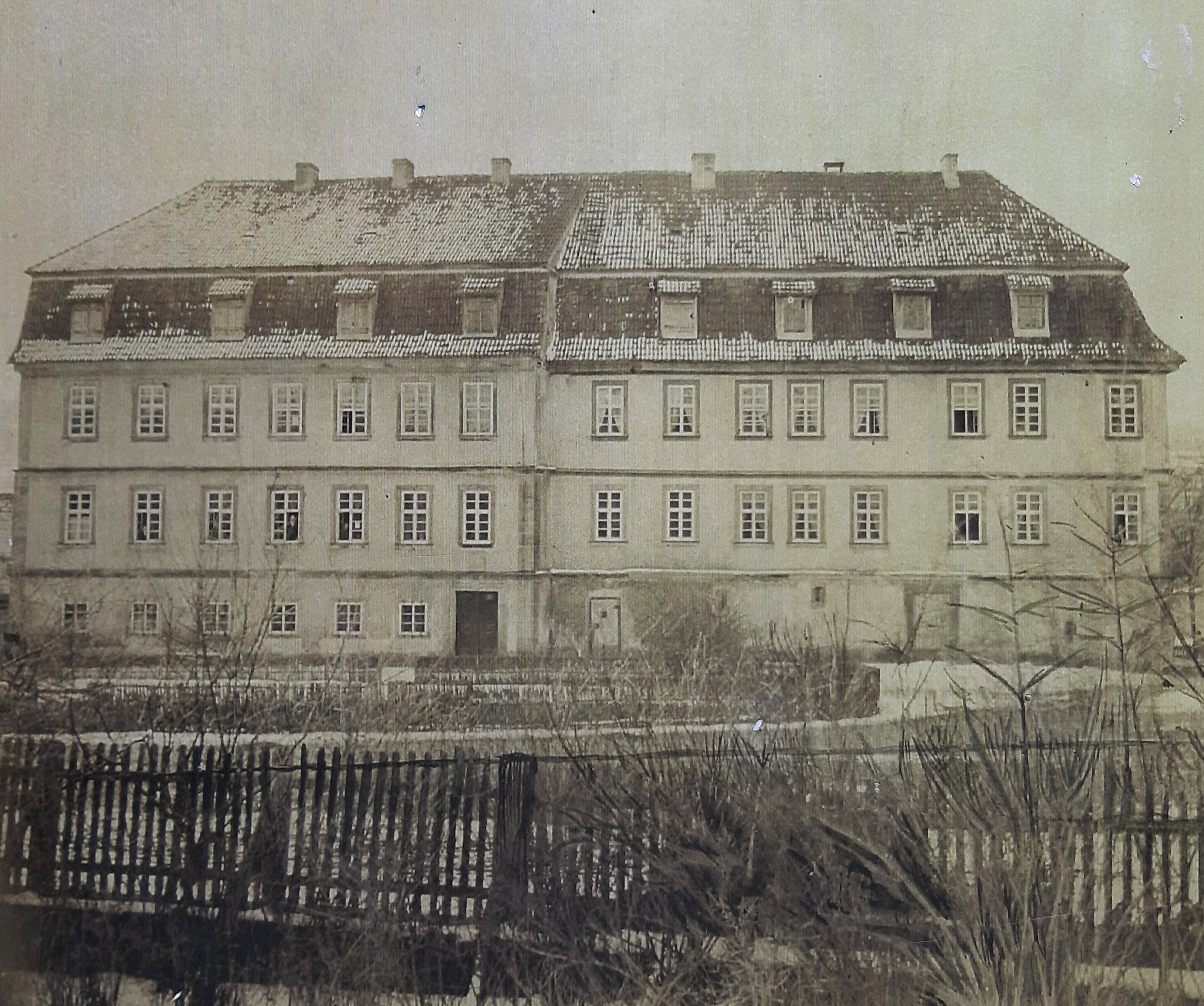
Wechmarsches Schloss (vor 1895)

### Museen
- Gedenkmuseum, Roßdorf 1866 – Gefecht am Nebel
- Kleine Galerie – regelmäßige Ausstellungen in Verantwortung des Vereins für Kunstförderung und Regionalgeschichte Roßdorf/Rhön e. V.

### Bauwerke
- Kirche St. Trinitatis
- Das zweistöckige Wohngebäude von Geysosches Schloss wurde vermutlich um 1600 erbaut. 1710 kaufte Johann Leopold von Geyso (altes Rittergeschlecht aus Mansbach bei Philippsthal) das Gut zu Roßdorf. Wenig später baute er den Turm an der Vorderseite an. Die von Geysos bewohnten das Schloss bis Mitte des 19. Jh., ehe es 1881 an den Industriellen Wenzel aus Alexisbad verkauft wurde. Dieser verkaufte das Schloss weiter an den preußischen Handelsminister von Berlepsch. Bei dem großen Roßdorfer Dorfbrand 1895 konnte das Schloss gerettet werden (im Gegensatz zum benachbarten von Wechmarschen Schloss), jedoch fielen die Neben- und Wirtschaftsgebäude dem Feuer zum Opfer. Nach dem Zweiten Weltkrieg wurde der Besitz verstaatlicht und die Gemeindeverwaltung, die Bibliothek und mehrere Wohnungen in dem Schloss untergebracht. Nach der Wende bekam ein Nachfahre der v. Berlepschs das Schloss zurück. Die Außenfassade wurde Mitte der 1990er Jahre restauriert; nach einer Innenrenovierung wird es wieder als Wohngebäude genutzt.
- Das von Wechmarsche Schloss fiel 1895 einem Großbrand zum Opfer. Es brannte bis auf die Grundmauern nieder; heute sind nur noch einige Grundmauern erhalten. Es handelte sich um ein dreistöckiges Wohngebäude von größerem Ausmaß. Es diente den Rittern und Freiherrn von Wechmar vom 15. bis 19. Jh. als Wohnsitz. Zum Schloss gehörten auch Neben- und Wirtschaftsgebäude sowie ein Schlossteich mit Park (der Teich wurde im Rahmen der Dorferneuerung in den 1990er Jahren restauriert).
- Im alten Ortskern von Roßdorf sind einige Fachwerkhäuser erhalten geblieben. Eins davon ist das 1707 erbaute Haus Obertor 15, welches von seinem Besitzer Ernst Hepp 1936 und 1950 saniert wurde. Auch die Häuser Badegasse 5, Obertor 1 und Obertor 4 sind als Fachwerkbauten erhalten.
- Gedenkstätte am Nebelberg, die an das Gefecht von 1866 erinnert.

## Persönlichkeiten
- Johann Caspar Rommel (1721–1800), Orgelbauer, hier geboren und verstorben
- Johann Ernst Wagner (1769–1812), Schriftsteller und Kabinettssekretär am Hof von Sachsen-Meiningen
- Carl Wagner (1796–1867), Maler und Vertreter der romantischen Landschaftsmalerei, Sohn von Johann Ernst Wagner
- Walter Nickel (1930–2015), Maler und Grafiker, in Roßdorf geboren und verstorben